# قارچ خم‌شو کوچک
قارچ خم‌شو کوچک (نام علمی: Lentinellus) نام یک سرده از راسته تیغه‌تردسانان است.